# Hede, Kungsbacka kommun

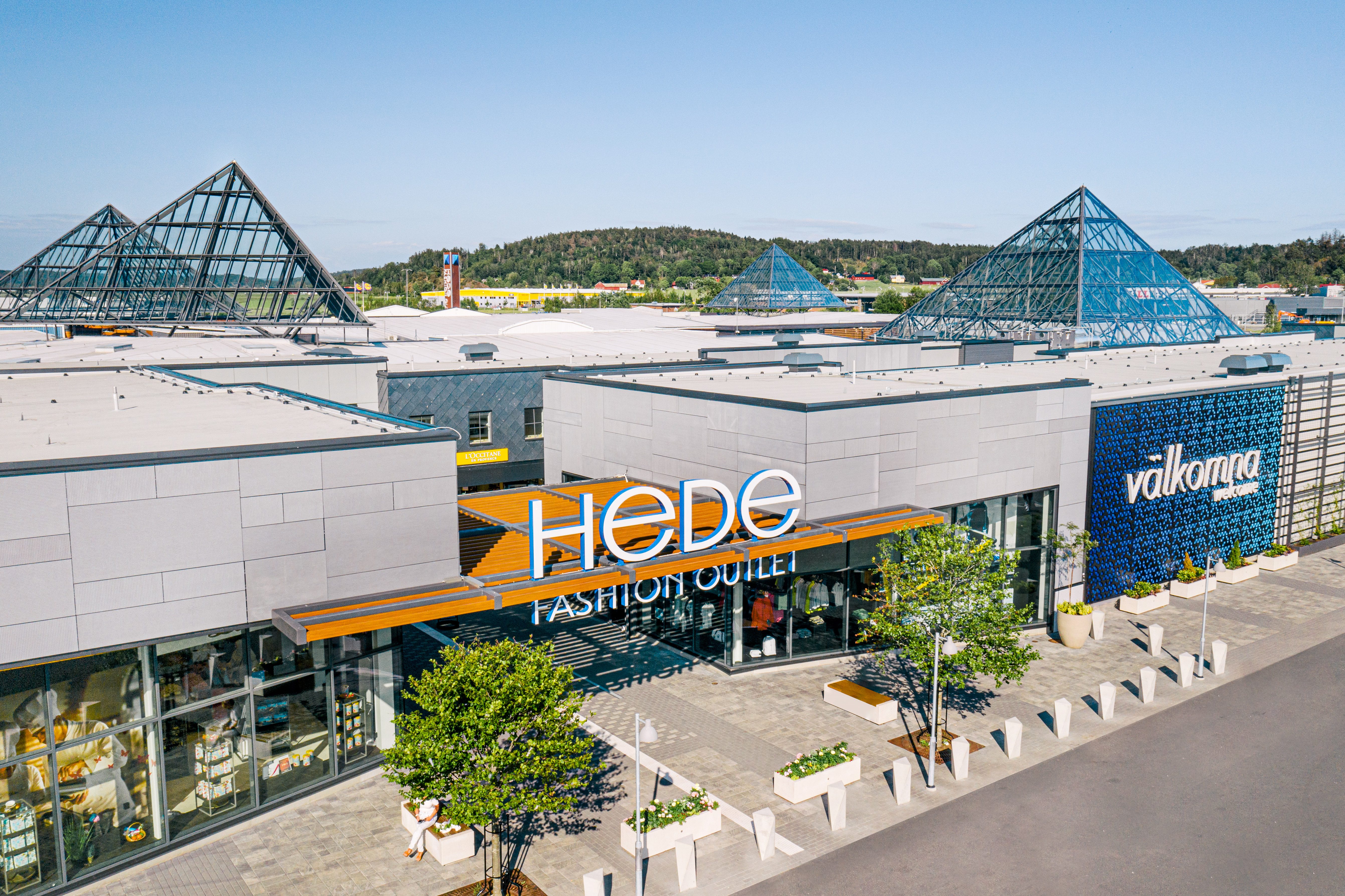
Hede Fashion Outlet.

Hede är en stadsdel i norra delen av Kungsbacka. I stadsdelen ligger Hede station som trafikeras av Göteborgs pendeltåg och köpcentrumet Hede Fashion Outlet. Vidare finns en skola, Hedeskolan. 